# Municipio de Sioux (Dakota del Norte)
El municipio de Sioux (en inglés: Sioux Township) es un municipio ubicado en el condado de McKenzie en el estado estadounidense de Dakota del Norte. En el año 2010 tenía una población de 108 habitantes y una densidad poblacional de 0,59 personas por km².

## Geografía
El municipio de Sioux se encuentra ubicado en las coordenadas 47°54′47″N 103°52′16″O / 47.91306, -103.87111. Según la Oficina del Censo de los Estados Unidos, el municipio tiene una superficie total de 181.66 km², de la cual 166,82 km² corresponden a tierra firme y (8,17 %) 14,84 km² es agua.

## Demografía
Según el censo de 2010, había 108 personas residiendo en el municipio de Sioux. La densidad de población era de 0,59 hab./km². De los 108 habitantes, el municipio de Sioux estaba compuesto por el 100 % blancos. Del total de la población el 0 % eran hispanos o latinos de cualquier raza.